# Oderbruch

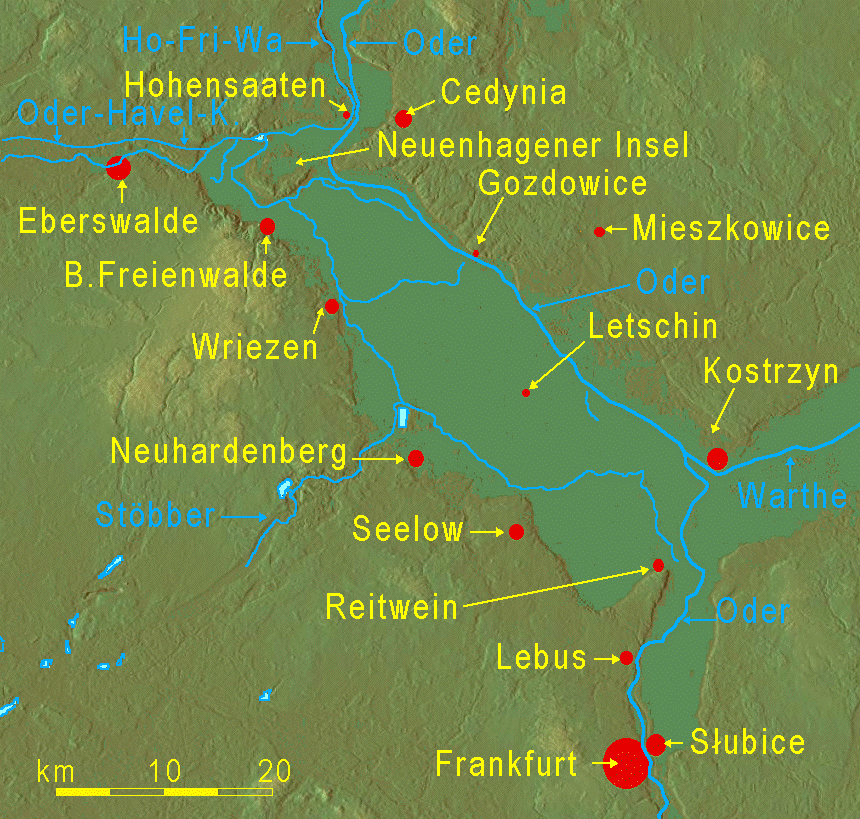
Hoogtekaart Oderbruch, mintgroen = beneden 20m NAP

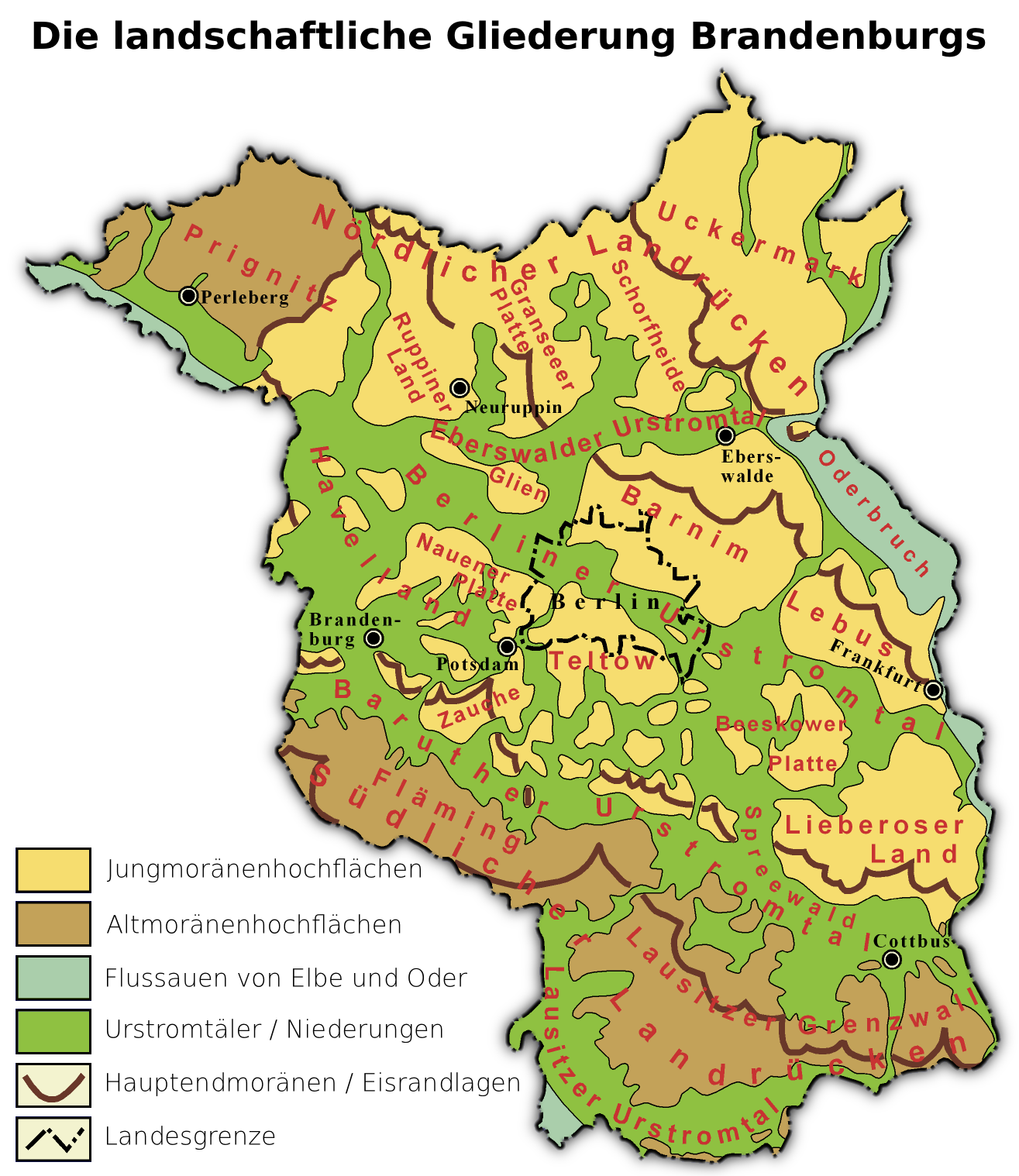
Geologie van Brandenburg. De Oderbruch staat midden rechts

De Oderbruch (van bruoch: 'broek') is een binnendelta van de Oder ter hoogte van de Landkreis Märkisch-Oderland in Duitsland en het woiwodschap Lubusz in Polen. De delta heeft de functie van uiterwaarden, maar is ook daarbuiten regelmatig overstroomd, laatstelijk in 2010. De overstroming van 1947 had tot gevolg dat er meer dan 20.000 mensen dakloos raakten.
Slot Hambach (Neustadt an der Weinstraße) ·
Vrede van Westfalen (Münster / Osnabrück) ·
Muzikale erfgoedlocaties (Leipzig) ·
Concentratiekamp Natzweiler-Struthof ·
Werkbundwijken in Europa: Weißenhofsiedlung (Stuttgart) ·
Oderbruch